# Джурасек, Невен
Невен Джурасек (хорв. Neven Đurasek; 15 августа 1998, Вараждин, Хорватия) — хорватский футболист, полузащитник клуба «Дебрецен».

## Клубная карьера
Родился 15 августа 1998 года в городе Вараждин. Воспитанник юношеских футбольных клубов «Вараждин» и «Динамо» (Загреб).
Во взрослом футболе дебютировал в 2016 выступлениями за фарм-клуб загребского «Динамо», где провел два сезона, приняв участие в 36 матчах чемпионата.
Своей игрой за эту команду привлек внимание представителей тренерского штаба основной команды «Динамо», в состав которого присоединился в 2018 году. Дебютировал за клуб 28 апреля 2018 в матче против «Риеки» (0:1).
В 2018 году заключил арендное соглашение с клубом «Локомотива», в составе которого провел следующий год своей карьеры игрока.
С 2019 года два сезона на правах аренды защищал цвета клуба «Вараждин». Большинство времени, проведенного в составе «Вараждина», являлось основным игроком команды.
24 июня 2021 был арендован украинским клубом «Днепр-1».
20 июля 2022 года подписал контракт с донецким «Шахтёром» сроком на 2 года.

## Карьера за сборную
В 2015 году дебютировал в составе юношеской сборной Хорватии (до 17 лет), всего на юношеском уровне принял участие в 15 играх.
В составе молодежной сборной Хорватии был участником молодежного чемпионата Европы 2021.

## Достижения
«Шахтёр» (Донецк)
- Чемпион Украины: 2022/23